# Temporada do Sport Club Corinthians Paulista de 2024
O Sport Club Corinthians Paulista, em 2024, disputou e acabou eliminado do Campeonato Paulista, da Copa do Brasil e da Copa Sul-Americana. Além de partidas amistosas, a equipe disputou o Campeonato Brasileiro. Foi a 115.ª temporada da história do clube no futebol masculino e o primeiro ano do mandato de Augusto Melo, eleito presidente da agremiação no ano anterior.
O Corinthians começou o ano com Mano Menezes, que já vinha com contrato da temporada anterior, como técnico, porém, após uma série de quatro derrotas seguidas, o clube o demitiu no dia 5 de janeiro e contratou para o seu lugar o então treinador do Cuiabá, António Oliveira. Após uma sequência de jogos sem vitórias que deixou o clube na décima-nona colocação no Campeonato Brasileiro, o técnico português acabou demitido no dia 2 de julho. Para o seu lugar, Ramón Díaz foi anunciado, no dia 10 de julho, como novo técnico do clube com contrato até o final de 2025.
A estreia na temporada foi na partida válida pela primeira rodada da fase de grupos do Campeonato Paulista contra o Guarani, na vitória por 1 a 0 na Neo Química Arena. O time realizou um feito histórico no Brasileirão, saindo da zona de rebaixamento e conquistando vaga na Libertadores e Copa do Brasil faltando apenas 9 rodadas para o fim do campeonato. Ao término da temporada o clube marcou um total de 109 vezes e concedeu 74 gols em 73 jogos consistidos de 32 vitórias, 18 empates e 23 derrotas. O artilheiro da temporada foi o atacante Yuri Alberto com 31 gols marcados. Disciplinarmente, o clube foi advertido com cartões amarelos 194 vezes e teve os seus atletas expulsos por cartões vermelhos nove vezes.

## Temporada

### Campeonato Paulista

#### Fase de grupos
O Corinthians estreou na temporada de 2024 na vitória por 1 a 0 contra o Guarani Futebol Clube, em partida válida pela primeira rodada da Série A1 do Campeonato Paulista e disputada na Neo Química Arena. Após isso, o clube enfrentou uma série de cinco derrotas que acarretariam na demissão do técnico Mano Menezes no dia 5 de fevereiro: contra o Ituano, por 1 a 0, São Bernardo por 1 a 0, São Paulo por 2 a 1 e Novorizontino por 3 a 1. Após isso, o clube ficou quatro dias sob o comando do então auxiliar técnico Thiago Kosloski, período no qual o time foi derrotado também pelo Santos por 1 a 0 na Vila Belmiro, atingindo, assim, o seu pior início de temporada desde o ano de 1932. No dia 9 de fevereiro, o clube contratou o então técnico do Cuiabá, António Oliveira, que teve a sua estreia na vitória por 2 a 0 contra a Portuguesa no dia 11 de fevereiro, seguido da vitória contra o Botafogo Futebol Clube, do empate por 2 a 2 contra o Palmeiras, da derrota por 1 a 0 contra a Ponte Preta, da vitória por 1 a 0 contra o Santo André e do empate por 0 a 0 contra o Água Santa.
O Corinthians terminou o Campeonato Paulista na terceira colocação do seu grupo, sendo eliminado ainda na primeira fase do torneio.
| R.  | 1 | 2 | 3 | 4 | 5 | 6 | 7 | 8 | 9  | 10 | 11 | 12 |
| --- | - | - | - | - | - | - | - | - | -- | -- | -- | -- |
| M.  | F | C | C | F | F | C | F | C | C  | F  | F  | C  |
| R.  | V | D | D | D | D | D | V | V | E  | D  | V  | E  |
| P.  | 3 | 3 | 3 | 3 | 3 | 3 | 6 | 9 | 10 | 10 | 13 | 14 |
| CG. | 1 | 2 | 3 | 4 | 4 | 4 | 4 | 4 | 4  | 4  | 4  | 3  |

### Copa do Brasil

#### Fases iniciais
O Corinthians estreou na Copa do Brasil na primeira fase contra o Cianorte em jogo disputado no Estádio Regional Willie Davids, em Maringá, ocasião na qual venceu a equipe paranaense pelo placar de 3 a 0. Na fase seguinte, o clube enfrentou o São Bernardo no Estádio 1º de Maio, quando venceu pelo placar de 2 a 0. Na terceira fase, enfrentou o América Futebol Clube de Natal vencendo o jogo de ida na Casa de Apostas Arena das Dunas por 2 a 1, e repetiu o placar no jogo da volta, na Neo Química Arena, no dia 22 de maio.

#### Fase final
Nas oitavas de final, disputado na Neo Química Arena, o primeiro confronto com o Grêmio em 31 de julho ficou em um empate sem gols, enquanto no segundo jogo, realizado em 7 de agosto, a equipe gaúcha teve seu mando de jogo no estádio Couto Pereira, em Curitiba, devido às enchentes que afetaram o Rio Grande do Sul, e também terminou em 0 a 0 o que levou a disputa às cobranças de pênaltis e terminou com a vitória do Corinthians.
Nas quartas de final, em 29 de agosto, o Juventude venceu a primeira partida por 2 a 1 jogando em seu estádio, em Caxias do Sul. No jogo de volta, ocorrido em 11 de setembro, o Corinthians jogou em casa e eliminou a equipe gaúcha ao aplicar 3 a 1 com o último gol saindo nos acréscimos do segundo tempo.
Em seu primeiro jogo pelas semifinais, em 2 de outubro, o Corinthians foi ao Rio de Janeiro enfrentar o Flamengo no Maracanã e saiu derrotado por 1 a 0 no primeiro jogo do técnico Filipe Luís à frente da equipe carioca. Precisando reverter a desvantagem em São Paulo na partida de volta em 20 de outubro, o clube paulista jogou com um atleta a mais em campo desde os 27 minutos do primeiro tempo, devido à expulsão de Bruno Henrique após dar uma solada na cabeça de Matheus França. Todavia, a vantagem numérica não foi o suficiente para o Corinthians abrir o placar e a partida acabou em 0 a 0 culminando na eliminação paulista.

### Copa Sul-Americana

#### Fase de grupos
O Corinthians estreou na Copa Sul-Americana no dia 2 de abril em um empate por 1 a 1 contra o Racing de Montevideo, no Estádio Centenario. Na rodada seguinte, goleou o Club Nacional do Paraguai por 4 a 0, ocasião na qual Ángel Romero fez dois gols e se tornou o artilheiro isolado da Neo Química Arena e, também, o maior artilheiro estrangeiro da história do clube. Na terceira rodada, o Corinthians foi à Buenos Aires e acabou derrotado por 1 a 0 pelo Argentinos Juniors jogando no Estádio Diego Armando Maradona.
O clube iniciou o returno da fase de grupos vencendo por 2 a 0 do Club Nacional no dia 7 de maio, no Estádio Defensores del Chaco, em Assunção. Na rodada seguinte, garantiu a vaga, ao menos na fase de play-offs, por meio da goleada de 4 a 0 sobre o Argentinos Juniors na Neo Química Arena, no dia 14 de maio. Na sexta rodada da fase de grupo, a equipe paulista jogou em casa no dia 28 de maio contra o Racing de Montevideu e aplicou 3 a 0 garantindo a classificação direta para as oitavas de final como primeiro colocado de seu grupo.

#### Fase final
Nas oitavas de final, o primeiro jogo contra o Red Bull Bragantino ocorreu no dia 13 de agosto na Arena Nicnet, em Ribeirão Preto, e acabou com a vitória por 2 a 1 do Corinthians. Na partida de volta, em 20 de agosto, jogando na Neo Química Arena o Red Bull Bragantino superou o Corinthians pelo mesmo placar do jogo de ida e forçou a decisão para a disputa de penalidades, porém saiu derrotado após grande atuação do goleiro Hugo Souza que defendeu três cobranças e garantiu a classificação do Corinthians.
Em Fortaleza para o primeiro jogo das quartas de final ocorrido em 17 de setembro, o Corinthians venceu o Fortaleza por 2 a 0 na Arena Castelão. A classificação para as semifinais veio em 24 de setembro jogando em casa após nova vitória do Corinthians pelo placar de 3 a 0, cujo último gol que teve a assistência do atleta neerlandês Memphis Depay em seu primeiro jogo pelo Corinthians na competição sul-americana.
Nas semifinais, a primeira disputa ocorrida na Neo Química Arena, em 24 de outubro, o Corinthians apenas empatou com o Racing após sair atrás do placar e o jogo terminou em 2 a 2 contra a equipe argentina. No jogo de volta em 31 de outubro, o Corinthians foi à Argentina e abriu vantagem com gol de Yuri Alberto, artilheiro do clube na Copa Sul-Americana, que marcou o seu nono gol na competição, mas o time acabou tomando a virada ainda no primeiro tempo e o placar de 2 a 1 para o Racing se manteve até o final da partida e que resultou na eliminação do Corinthians.

### Campeonato Brasileiro
O Corinthians estreou no Campeonato Brasileiro no dia 14 de abril, no empate sem gols contra o Clube Atlético Mineiro, na Neo Química Arena. Ao final do torneio, o clube obteve a sétima colocação, com 56 pontos obtidos em 15 vitórias e 11 empates, se classificando, dessa forma, à Copa do Brasil e à segunda fase da Copa Libertadores da América do ano seguinte.
| R. | 1  | 2  | 3  | 4  | 5  | 6  | 7  | 8  | 9  | 10 | 11 | 12 | 13 | 14 | 15 | 16 | 17 | 18 | 19 | 20 | 21 | 22 | 23 | 24 | 25 | 26 | 27 | 28 | 29 | 30 | 31 | 32 | 33 | 34 | 35 | 36 | 37 | 38 |
| -- | -- | -- | -- | -- | -- | -- | -- | -- | -- | -- | -- | -- | -- | -- | -- | -- | -- | -- | -- | -- | -- | -- | -- | -- | -- | -- | -- | -- | -- | -- | -- | -- | -- | -- | -- | -- | -- | -- |
| M. | C  | F  | F  | C  | C  | F  | C  | F  | C  | F  | F  | C  | F  | C  | F  | F  | C  | F  | C  | F  | C  | C  | F  | F  | C  | F  | C  | F  | C  | C  | F  | C  | F  | C  | C  | F  | C  | F  |
| R. | E  | D  | D  | V  | E  | D  | D  | E  | E  | D  | E  | E  | D  | V  | D  | D  | V  | V  | E  | D  | E  | E  | E  | D  | V  | D  | V  | D  | E  | V  | V  | V  | V  | V  | V  | V  | V  | V  |
| P. | 1  | 1  | 1  | 4  | 5  | 5  | 5  | 6  | 7  | 7  | 8  | 9  | 9  | 12 | 12 | 12 | 15 | 18 | 19 | 19 | 20 | 21 | 22 | 22 | 25 | 25 | 28 | 28 | 29 | 32 | 35 | 38 | 41 | 44 | 47 | 50 | 53 | 56 |
| C. | 13 | 16 | 18 | 15 | 14 | 16 | 17 | 15 | 16 | 18 | 18 | 18 | 19 | 17 | 17 | 17 | 17 | 14 | 14 | 15 | 18 | 17 | 17 | 18 | 17 | 18 | 17 | 17 | 18 | 17 | 15 | 13 | 11 | 9  | 9  | 8  | 7  | 7  |

| Líder e fase de grupos da Copa Libertadores de 2025 Fase de grupos da Copa Libertadores de 2025 Segunda fase da Copa Libertadores de 2025 Fase de grupos da Copa Sul-Americana de 2025 Zona de rebaixamento à Série B de 2025 |

### Amistosos
O Corinthians disputou apenas uma partida amistosa em 2024. O jogo foi contra o Londrina, no dia 27 de março, no Estádio Olímpico Regional Jacy Miguel Scanagatta em Cascavel. Na ocasião, o time paulista venceu a equipe paranaense pelo placar de 3 a 0, com dois gols de Ángel Romero e um de Giovane.

## Partidas
| Vitórias | Empates | Derrotas |

| #  | Data            | Mandante             | Placar      | Visitante            | Estádio                                         | Campeonato            | V  | E  | D  |
| -- | --------------- | -------------------- | ----------- | -------------------- | ----------------------------------------------- | --------------------- | -- | -- | -- |
| 1  | 21 de janeiro   | Corinthians          | 1–0         | Guarani              | Neo Química Arena                               | Campeonato Paulista   | 1  | 0  | 0  |
| 2  | 24 de janeiro   | Ituano               | 1–0         | Corinthians          | Municipal Doutor Novelli Junior                 | Campeonato Paulista   | 1  | 0  | 1  |
| 3  | 27 de janeiro   | São Bernardo         | 1–0         | Corinthians          | 1.º de Maio                                     | Campeonato Paulista   | 1  | 0  | 2  |
| 4  | 30 de janeiro   | Corinthians          | 1–2         | São Paulo            | Neo Química Arena                               | Campeonato Paulista   | 1  | 0  | 3  |
| 5  | 4 de fevereiro  | Corinthians          | 1–3         | Novorizontino        | Neo Química Arena                               | Campeonato Paulista   | 1  | 0  | 4  |
| 6  | 7 de fevereiro  | Santos               | 1–0         | Corinthians          | Urbano Caldeira (Vila Belmiro)                  | Campeonato Paulista   | 1  | 0  | 5  |
| 7  | 11 de fevereiro | Corinthians          | 2–0         | Portuguesa           | Neo Química Arena                               | Campeonato Paulista   | 2  | 0  | 5  |
| 8  | 14 de fevereiro | Botafogo (SP)        | 1–4         | Corinthians          | Arena Nicnet Eurobike (Santa Cruz)              | Campeonato Paulista   | 3  | 0  | 5  |
| 9  | 18 de fevereiro | Palmeiras            | 2–2         | Corinthians          | Arena Barueri                                   | Campeonato Paulista   | 3  | 1  | 5  |
| 10 | 22 de fevereiro | Cianorte             | 0–3         | Corinthians          | Regional Willie Davids                          | Copa do Brasil        | 4  | 1  | 5  |
| 11 | 26 de fevereiro | Corinthians          | 0–1         | Ponte Preta          | Neo Química Arena                               | Campeonato Paulista   | 4  | 1  | 6  |
| 12 | 2 de março      | Corinthians          | 3–2         | Santo André          | Neo Química Arena                               | Campeonato Paulista   | 5  | 1  | 6  |
| 13 | 10 de março     | Água Santa           | 0–0         | Corinthians          | 1.º de Maio                                     | Campeonato Paulista   | 5  | 2  | 6  |
| 14 | 14 de março     | São Bernardo         | 0–2         | Corinthians          | 1.º de Maio                                     | Copa do Brasil        | 6  | 2  | 6  |
| 15 | 27 de março     | Londrina             | 0–3         | Corinthians          | Olímpico Regional Jacy Miguel Scanagatta        | Amistoso              | 7  | 2  | 6  |
| 16 | 2 de abril      | Racing (URU)         | 1–1         | Corinthians          | Centenario                                      | Copa Sul-Americana    | 7  | 3  | 6  |
| 17 | 9 de abril      | Corinthians          | 4–0         | Nacional (PAR)       | Neo Química Arena                               | Copa Sul-Americana    | 8  | 3  | 6  |
| 18 | 14 de abril     | Corinthians          | 0–0         | Atlético Mineiro     | Neo Química Arena                               | Campeonato Brasileiro | 8  | 4  | 6  |
| 19 | 17 de abril     | Juventude            | 2–0         | Corinthians          | Alfredo Jaconi                                  | Campeonato Brasileiro | 8  | 4  | 7  |
| 20 | 20 de abril     | Red Bull Bragantino  | 1–0         | Corinthians          | Nabi Abi Chedid                                 | Campeonato Brasileiro | 8  | 4  | 8  |
| 21 | 23 de abril     | Argentinos Juniors   | 1–0         | Corinthians          | Diego Armando Maradona                          | Copa Sul-Americana    | 8  | 4  | 9  |
| 22 | 28 de abril     | Corinthians          | 3–0         | Fluminense           | Neo Química Arena                               | Campeonato Brasileiro | 9  | 4  | 9  |
| 23 | 1 de maio       | América (RN)         | 1–2         | Corinthians          | Arena Marinho Chagas (Arena das Dunas)          | Copa do Brasil        | 10 | 4  | 9  |
| 24 | 4 de maio       | Corinthians          | 0–0         | Fortaleza            | Neo Química Arena                               | Campeonato Brasileiro | 10 | 5  | 9  |
| 25 | 7 de maio       | Nacional (PAR)       | 0–2         | Corinthians          | Defensores del Chaco                            | Copa Sul-Americana    | 11 | 5  | 9  |
| 26 | 11 de maio      | Flamengo             | 2–0         | Corinthians          | Jornalista Mário Filho (Maracanã)               | Campeonato Brasileiro | 11 | 5  | 10 |
| 27 | 14 de maio      | Corinthians          | 4–0         | Argentinos Juniors   | Neo Química Arena                               | Copa Sul-Americana    | 12 | 5  | 10 |
| 28 | 22 de maio      | Corinthians          | 2–1         | América (RN)         | Neo Química Arena                               | Copa do Brasil        | 13 | 5  | 10 |
| 29 | 28 de maio      | Corinthians          | 3–0         | Racing (URU)         | Neo Química Arena                               | Copa Sul-Americana    | 14 | 5  | 10 |
| 30 | 1 de junho      | Corinthians          | 0–1         | Botafogo             | Neo Química Arena                               | Campeonato Brasileiro | 14 | 5  | 11 |
| 31 | 11 de junho     | Atlético Goianiense  | 2–2         | Corinthians          | Antonio Accioly                                 | Campeonato Brasileiro | 14 | 6  | 11 |
| 32 | 16 de junho     | Corinthians          | 2–2         | São Paulo            | Neo Química Arena                               | Campeonato Brasileiro | 14 | 7  | 11 |
| 33 | 19 de junho     | Internacional        | 1–0         | Corinthians          | Orlando Scarpelli                               | Campeonato Brasileiro | 14 | 7  | 12 |
| 34 | 23 de junho     | Athletico Paranaense | 1–1         | Corinthians          | Mário César Petraglia (Arena da Baixada)        | Campeonato Brasileiro | 14 | 8  | 12 |
| 35 | 26 de junho     | Corinthians          | 1–1         | Cuiabá               | Neo Química Arena                               | Campeonato Brasileiro | 14 | 9  | 12 |
| 36 | 1 de julho      | Palmeiras            | 2–0         | Corinthians          | Allianz Parque                                  | Campeonato Brasileiro | 14 | 9  | 13 |
| 37 | 4 de julho      | Corinthians          | 3–2         | Vitória              | Neo Química Arena                               | Campeonato Brasileiro | 15 | 9  | 13 |
| 38 | 7 de julho      | Cruzeiro             | 3–0         | Corinthians          | Mineirão                                        | Campeonato Brasileiro | 15 | 9  | 14 |
| 39 | 10 de julho     | Vasco da Gama        | 2–0         | Corinthians          | São Januário                                    | Campeonato Brasileiro | 15 | 9  | 15 |
| 40 | 16 de julho     | Corinthians          | 2–1         | Criciúma             | Neo Química Arena                               | Campeonato Brasileiro | 16 | 9  | 15 |
| 41 | 21 de julho     | Bahia                | 0–1         | Corinthians          | Casa de Apostas Arena Fonte Nova                | Campeonato Brasileiro | 17 | 9  | 15 |
| 42 | 25 de julho     | Corinthians          | 2–2         | Grêmio               | Neo Química Arena                               | Campeonato Brasileiro | 17 | 10 | 15 |
| 43 | 28 de julho     | Atlético Mineiro     | 2–1         | Corinthians          | Arena MRV                                       | Campeonato Brasileiro | 17 | 10 | 16 |
| 44 | 31 de julho     | Corinthians          | 0–0         | Grêmio               | Neo Química Arena                               | Copa do Brasil        | 17 | 11 | 16 |
| 45 | 4 de agosto     | Corinthians          | 1–1         | Juventude            | Neo Química Arena                               | Campeonato Brasileiro | 17 | 12 | 16 |
| 46 | 7 de agosto     | Grêmio               | (1) 0–0 (3) | Corinthians          | Couto Pereira                                   | Copa do Brasil        | 17 | 13 | 16 |
| 47 | 10 de agosto    | Corinthians          | 1–1         | Red Bull Bragantino  | Neo Química Arena                               | Campeonato Brasileiro | 17 | 14 | 16 |
| 48 | 13 de agosto    | Red Bull Bragantino  | 1–2         | Corinthians          | Arena Nicnet Eurobike (Santa Cruz)              | Copa Sul-Americana    | 18 | 14 | 16 |
| 49 | 17 de agosto    | Fluminense           | 0–0         | Corinthians          | Jornalista Mário Filho (Maracanã)               | Campeonato Brasileiro | 18 | 15 | 16 |
| 50 | 20 de agosto    | Corinthians          | (5) 1–2 (4) | Red Bull Bragantino  | Neo Química Arena                               | Copa Sul-Americana    | 18 | 15 | 17 |
| 51 | 25 de agosto    | Fortaleza            | 1–0         | Corinthians          | Arena Castelão                                  | Campeonato Brasileiro | 18 | 15 | 18 |
| 52 | 29 de agosto    | Juventude            | 2–1         | Corinthians          | Alfredo Jaconi                                  | Copa do Brasil        | 18 | 15 | 19 |
| 53 | 1 de setembro   | Corinthians          | 2–1         | Flamengo             | Neo Química Arena                               | Campeonato Brasileiro | 19 | 15 | 19 |
| 54 | 11 de setembro  | Corinthians          | 3–1         | Juventude            | Neo Química Arena                               | Copa do Brasil        | 20 | 15 | 19 |
| 55 | 14 de setembro  | Botafogo             | 2–1         | Corinthians          | Olímpico Nilton Santos (Engenhão)               | Campeonato Brasileiro | 20 | 15 | 20 |
| 56 | 17 de setembro  | Fortaleza            | 0–2         | Corinthians          | Arena Castelão                                  | Copa Sul-Americana    | 21 | 15 | 20 |
| 57 | 21 de setembro  | Corinthians          | 3–0         | Atlético Goianiense  | Neo Química Arena                               | Campeonato Brasileiro | 22 | 15 | 20 |
| 58 | 24 de setembro  | Corinthians          | 3–0         | Fortaleza            | Neo Química Arena                               | Copa Sul-Americana    | 23 | 15 | 20 |
| 59 | 29 de setembro  | São Paulo            | 3–1         | Corinthians          | Nacional de Brasília Mané Garrincha (Arena BRB) | Campeonato Brasileiro | 23 | 15 | 21 |
| 60 | 2 de outubro    | Flamengo             | 1–0         | Corinthians          | Jornalista Mário Filho (Maracanã)               | Copa do Brasil        | 23 | 15 | 22 |
| 61 | 5 de outubro    | Corinthians          | 2–2         | Internacional        | Neo Química Arena                               | Campeonato Brasileiro | 23 | 16 | 22 |
| 62 | 17 de outubro   | Corinthians          | 5–2         | Athletico Paranaense | Neo Química Arena                               | Campeonato Brasileiro | 24 | 16 | 22 |
| 63 | 20 de outubro   | Corinthians          | 0–0         | Flamengo             | Neo Química Arena                               | Copa do Brasil        | 24 | 17 | 22 |
| 64 | 24 de outubro   | Corinthians          | 2–2         | Racing (ARG)         | Neo Química Arena                               | Copa Sul-Americana    | 24 | 18 | 22 |
| 65 | 28 de outubro   | Cuiabá               | 0–1         | Corinthians          | Arena Pantanal                                  | Campeonato Brasileiro | 25 | 18 | 22 |
| 66 | 31 de outubro   | Racing (ARG)         | 2–1         | Corinthians          | Presidente Perón (El Cilindro)                  | Copa Sul-Americana    | 25 | 18 | 23 |
| 67 | 4 de novembro   | Corinthians          | 2–0         | Palmeiras            | Neo Química Arena                               | Campeonato Brasileiro | 26 | 18 | 23 |
| 68 | 9 de novembro   | Vitória              | 1–2         | Corinthians          | Manoel Barradas (Barradão)                      | Campeonato Brasileiro | 27 | 18 | 23 |
| 69 | 20 de novembro  | Corinthians          | 2–1         | Cruzeiro             | Neo Química Arena                               | Campeonato Brasileiro | 28 | 18 | 23 |
| 70 | 24 de novembro  | Corinthians          | 3–1         | Vasco da Gama        | Neo Química Arena                               | Campeonato Brasileiro | 29 | 18 | 23 |
| 71 | 30 de novembro  | Criciúma             | 2–4         | Corinthians          | Heriberto Hülse (Majestoso)                     | Campeonato Brasileiro | 30 | 18 | 23 |
| 72 | 3 de dezembro   | Corinthians          | 3–0         | Bahia                | Neo Química Arena                               | Campeonato Brasileiro | 31 | 18 | 23 |
| 73 | 8 de dezembro   | Grêmio               | 0–3         | Corinthians          | Arena do Grêmio                                 | Campeonato Brasileiro | 32 | 18 | 23 |

## Uniforme
Fornecedor
- Nike

Patrocinadores
| - Esportes da Sorte (master) até dezembro de 2026 - ALE (peito) até dezembro de 2024 - Banco BMG (mangas) até dezembro de 2026 - UniCesumar (parte frontal do calção) até fevereiro 2025 - EZZE Seguros (parte superior das costas) até dezembro de 2025 - Elétrica AREA (parte inferior das costas) até dezembro de 2025 | - FoxLux (barra frontal da camisa) até dezembro de 2024 - Cartão de Todos (meiões) até dezembro de 2024 - VaideBet, encerrado em 7 de junho - Lukma, encerrado em 26 de abril - Tele Sena, encerrado em 5 de abril |

| Cores do Time · Cores do Time · Cores do Time · Cores do Time · Cores do Time | Cores do Time · Cores do Time · Cores do Time · Cores do Time · Cores do Time | Cores do Time · Cores do Time · Cores do Time · Cores do Time · Cores do Time |  |
| Uniforme titular                                                              | Uniforme alternativo                                                          | Uniforme alternativo                                                          |  |
| Cores do Time · Cores do Time · Cores do Time · Cores do Time · Cores do Time | Cores do Time · Cores do Time · Cores do Time · Cores do Time · Cores do Time |                                                                               |  |
| Uniforme titular                                                              | Uniforme alternativo                                                          |                                                                               |  |
| (até 2 de maio)                                                               | (até 2 de maio)                                                               |                                                                               |  |

## Elenco atual

### Entradas
| Jogador          | Pos. | Clube anterior       | Ref.              |
| ---------------- | ---- | -------------------- | ----------------- |
| Hugo Ferreira    | LE   | Goiás                | [ 57 ]            |
| Raniele          | V    | Cuiabá               | [ 58 ]            |
| Félix Torres     | Z    | Santos Laguna        | [ 59 ]            |
| Diego Palacios   | LE   | Los Angeles FC       | [ 60 ]            |
| Rodrigo Garro    | M    | Talleres             | [ 61 ]            |
| Gabriel Moscardo | M    | Paris Saint-Germain  | [ 62 ]            |
| Gustavo Henrique | Z    | Real Valladolid      | [ 63 ]            |
| Pedro Raul       | A    | Toluca               | [ 64 ]            |
| Matheuzinho      | LD   | Flamengo             | [ 65 ]            |
| Pedro Henrique   | A    | Internacional        | [ 66 ]            |
| Igor Coronado    | M    | Al-Ittihad           | [ 67 ]            |
| Cacá             | Z    | Tokushima Vortis     | [ 68 ] [ nota 1 ] |
| Hugo Souza       | G    | Flamengo             | [ 70 ] [ nota 2 ] |
| André Ramalho    | Z    | PSV Eindhoven        | [ 72 ]            |
| Alex Santana     | V    | Athletico Paranaense | [ 73 ]            |
| José Martínez    | V    | Philadelphia Union   | [ 74 ]            |
| Charles          | V    | Midtjylland          | [ 75 ]            |
| Héctor Hernandez | A    | Chaves               | [ 76 ]            |
| Memphis          | A    | Sem clube            | [ 77 ]            |
| André Carillo    | M    | Al-Qadsiah           | [ 78 ]            |

### Saídas
| Jogador          | Pos. | Clube de destino       | Ref.   |
| ---------------- | ---- | ---------------------- | ------ |
| Bruno Méndez     | Z    | Granada                | [ 79 ] |
| Gabriel Moscardo | M    | Paris Saint-Germain    | [ 62 ] |
| Felipe Augusto   | A    | Cercle Brugge          | [ 80 ] |
| Fábio Santos     | LE   | Nenhum (aposentadoria) | [ 81 ] |
| Renato Augusto   | M    | Fluminense             | [ 82 ] |
| Gil              | Z    | Santos                 | [ 83 ] |
| Giuliano         | M    | Santos                 | [ 84 ] |
| Cantillo         | V    | Junior Barranquilla    | [ 85 ] |
| Rodrigo Varanda  | A    | América Mineiro        | [ 86 ] |
| Ivan             | G    | Internacional          | [ 87 ] |
| Lucas Veríssimo  | Z    | Al-Duhail              | [ 88 ] |
| Rafael Ramos     | LD   | Ceará                  | [ 89 ] |
| Matías Rojas     | M    | Inter Miami            | [ 90 ] |
| Cássio           | G    | Cruzeiro               | [ 91 ] |
| Carlos Miguel    | G    | Nottingham Forest      | [ 92 ] |
| Raul Gustavo     | Z    | Ferencvárosi TC        | [ 93 ] |
| Arthur Sousa     | A    | Red Bull Bragantino    | [ 94 ] |
| Gustavo Mosquito | A    | Vitória                | [ 95 ] |

Legenda
| - – jogadores que retornam de empréstimo | - – jogadores emprestados |

## Mudanças de técnicos
| Técnico                     | Clube Anterior     | Período                | Período                | Ref.          |
| Técnico                     | Clube Anterior     | Admissão               | Demissão               | Ref.          |
| --------------------------- | ------------------ | ---------------------- | ---------------------- | ------------- |
| Mano Menezes                | Internacional      | 28 de setembro de 2023 | 5 de fevereiro de 2024 | [ 96 ] [ 97 ] |
| Mano Menezes                | Internacional      | (1 mês e 4 dias)[a]    |                        | [ 96 ] [ 97 ] |
| Thiago Kosloski (interino)  | Auxiliar técnico   | 5 de fevereiro de 2024 | 9 de fevereiro de 2024 | [ 98 ]        |
| Thiago Kosloski (interino)  | Auxiliar técnico   | (4 dias)               |                        | [ 98 ]        |
| António Oliveira[b]         | Cuiabá             | 9 de fevereiro de 2024 | 2 de julho de 2024     | [ 5 ] [ 99 ]  |
| António Oliveira[b]         | Cuiabá             | (4 meses e 23 dias)    |                        | [ 5 ] [ 99 ]  |
| Raphael Laruccia (interino) | Corinthians sub-20 | 2 de julho de 2024     | 10 de julho de 2024    | [ 100 ]       |
| Raphael Laruccia (interino) | Corinthians sub-20 | (8 dias)               |                        | [ 100 ]       |
| Ramón Díaz                  | Vasco da Gama      | 10 de julho de 2024    | —                      | [ 7 ]         |
| Ramón Díaz                  | Vasco da Gama      | (5 meses e 21 dias)    |                        | [ 7 ]         |

- a. ^ Para essa seção (e para a confecção do infográfico abaixo) são considerados apenas os jogos realizados e o tempo decorrido no ano de 2024. Se contabilizado o tempo em que Mano Menezes foi técnico do Corinthians no ano de 2023, ele ficou 4 meses e 12 dias no cargo; e se contabilizado o tempo em que Ramón Díaz treinou o Corinthians em 2025, ele está a 8 meses e 20 dias no cargo
- b. ^ Nos primeiros jogos da Copa Sul-Americana, António Oliveira não pode assinar as súmulas como técnico da equipe por ainda não ter recebido a sua licença de técnico da UEFA.[101] Para a confecção do infográfico abaixo, esses jogos (e outros nos quais o técnico não pode atuar) são postos sob a sua contagem.

### Linha do tempo
| Técnicos efetivos | Técnicos interinos |

## Estatísticas

### Artilharia
| P. | Jogador          | Campeonato Paulista | Campeonato Paulista | Copa do Brasil | Copa do Brasil | Copa Sul-Americana | Copa Sul-Americana | Campeonato Brasileiro | Campeonato Brasileiro | Amistosos | Amistosos | Total | Total |
| P. | Jogador          | G                   | A                   | G              | A              | G                  | A                  | G                     | A                     | G         | A         | G     | A     |
| -- | ---------------- | ------------------- | ------------------- | -------------- | -------------- | ------------------ | ------------------ | --------------------- | --------------------- | --------- | --------- | ----- | ----- |
| 1  | Yuri Alberto     | 5                   | —                   | 2              | —              | 9                  | 2                  | 15                    | 5                     | —         | —         | 31    | 7     |
| 2  | Ángel Romero     | 3                   | 1                   | 3              | —              | 3                  | 3                  | 5                     | 5                     | 2         | —         | 16    | 9     |
| 3  | Rodrigo Garro    | 1                   | —                   | —              | 2              | 2                  | 2                  | 10                    | 10                    | —         | —         | 13    | 14    |
| 4  | Memphis Depay    | —                   | —                   | —              | —              | —                  | 2                  | 7                     | —                     | —         | —         | 7     | 2     |
| 5  | Cacá             | —                   | —                   | 2              | —              | —                  | —                  | 4                     | 1                     | —         | —         | 6     | 1     |
| 6  | Wesley           | 1                   | —                   | 1              | 2              | 1                  | —                  | 2                     | 1                     | —         | —         | 5     | 3     |
| 7  | Igor Coronado    | —                   | —                   | —              | 1              | 3                  | 2                  | 1                     | 2                     | —         | —         | 4     | 5     |
| 8  | Talles Magno     | —                   | —                   | —              | 1              | 1                  | 1                  | 2                     | 1                     | —         | —         | 3     | 2     |
| 8  | Pedro Raul       | 1                   | —                   | 1              | —              | 1                  | 1                  | —                     | —                     | —         | —         | 3     | 1     |
| 8  | Giovane          | —                   | —                   | —              | —              | 1                  | —                  | 1                     | —                     | 1         | —         | 3     | —     |
| 11 | Maycon           | 2                   | 2                   | —              | —              | —                  | —                  | —                     | —                     | —         | —         | 2     | 2     |
| 11 | Matheus Bidu     | —                   | —                   | —              | —              | 1                  | —                  | 2                     | 1                     | —         | —         | 2     | 2     |
| 11 | Pedro Henrique   | —                   | —                   | —              | —              | 1                  | —                  | 1                     | 1                     | —         | —         | 2     | 1     |
| 11 | Matheuzinho      | —                   | —                   | —              | —              | 1                  | —                  | 1                     | —                     | —         | —         | 2     | 1     |
| 11 | Gustavo Henrique | —                   | —                   | 1              | —              | —                  | —                  | 1                     | —                     | —         | —         | 2     | —     |
| 16 | Breno Bidon      | —                   | —                   | 1              | 1              | —                  | 1                  | —                     | —                     | —         | —         | 1     | 2     |
| 16 | Fausto Vera      | —                   | —                   | —              | —              | 1                  | 1                  | —                     | —                     | —         | —         | 1     | 1     |
| 16 | André Ramalho    | —                   | —                   | 1              | —              | —                  | —                  | —                     | —                     | —         | —         | 1     | —     |
| 16 | Arthur Sousa     | 1                   | —                   | —              | —              | —                  | —                  | —                     | —                     | —         | —         | 1     | —     |
| 16 | Charles          | —                   | —                   | —              | —              | —                  | —                  | 1                     | —                     | —         | —         | 1     |       |